# Загубье (Чёбинское сельское поселение)
Загубье — деревня в Медвежьегорском районе Республики Карелия. Входит в состав Чёбинского сельского поселения.

## География
Деревня находится на северо-западном берегу озера Семчозеро.

## Население
| 2002 | 2010 | 2013 |
| ---- | ---- | ---- |
| 0    | →0   | →0   |